# Euphorbia klotzschii
Euphorbia klotzschii es una especie fanerógama perteneciente a la familia de las euforbiáceas.  Es originaria de  Argentina.

## Taxonomía
Euphorbia klotzschii fue descrita por  Robertus Cornelis Hilarius Maria Oudejans y publicado en Phytologia 67: 46. 1989.
Etimología
Euphorbia: nombre genérico que deriva del médico griego del rey Juba II de Mauritania (52 a 50 a. C. - 23), Euphorbus, en su honor – o en alusión a su gran vientre –  ya que usaba médicamente Euphorbia resinifera. En 1753 Carlos Linneo asignó el nombre a todo el género.
klotzschii: epíteto otorgado  en honor de farmacéutico, zoólogo, botánico, pteridólogo y micólogo alemán; Johann Friedrich Klotzsch (1805-1860), quien recolectó la planta en Argentina.
Sinonimia
- Anisophyllum ovalifolium Engelm. ex Klotzsch
- Chamaesyce ovalifolia (Engelm. ex Klotzsch) Croizat
- Euphorbia depressa Phil. ex Klotzsch & Garcke
- Euphorbia klotzschii var. argentina (Müll.Arg. ex Griseb.) Oudejans
- Euphorbia klotzschii var. dentata (R.E.Fr.) Oudejans
- Euphorbia klotzschii var. schizosepala (Engelm. ex Boiss.) Oudejans
- Euphorbia obliquifolia Kunze ex Boiss.
- Euphorbia ovalifolia (Engelm. ex Klotzsch) Boiss.
- Euphorbia ovalifolia var. argentina Müll.Arg. ex Griseb.
- Euphorbia ovalifolia var. dentata R.E.Fr.
- Euphorbia ovalifolia var. schizosepala Engelm. ex Boiss.
- Euphorbia serpens var. montevidensis (Boiss.) Cabrera
- Euphorbia serpens var. ovalifolia (Engelm. ex Klotzsch) Allem[5][6]